# La Ballade de la féconductrice
Pour plus de détails, voir Fiche technique et Distribution.
La Ballade de la féconductrice est un film français réalisé par Laurent Boutonnat et sorti en salles en 1980.

## Synopsis
Une jeune fille, à la beauté mystérieuse, séduit et envoûte un prêtre en donnant la mort à tous ceux qui l'approchent.

## Fiche technique
- Titre : La Ballade de la féconductrice
- Réalisation, scénario, musique et image : Laurent Boutonnat
- Montage : Catherine Bornand et Laurent Boutonnat
- Création des décors : Thierry Deletraz
- Assistant réalisateur : Bruno Briois et Jean-Loup Roy
- Technicien du son : Gérard Demeulenaere et Patrick Gibault
- Pays :  France
- Durée : 75 minutes
- Date de sortie en salles en France : 14 mai 1980
- Film interdit en salles aux moins de 18 ans

## Distribution
- Orit Mizrahi : La fille
- Gilles Maté : L'homme
- Dominique Boutonnat : L'enfant
- Anne-Marie Duboucher : La femme enceinte
- Antoine Thérond : Le paralysé
- Yves Bouin : Le clochard
- Xavier Anezo : Le prêtre
- Anne-Marie Pol : La Sainte Vierge
- Michel Soubrier : L'agent de police
- Jacques Baillon : L'homme au chien
- José Fuentes : L'aveugle

## Autour du film[1]
- Laurent Boutonnat a 17 ans lorsqu'il tourne le film (octobre 1978 à février 1979), qu'il réalise, produit, monte et dont il compose la musique. Il est également le directeur de la photographie.
- Boutonnat choisit comme acteurs ses camarades de cours et son jeune frère Dominique, alors âgé de 8 ans, pour le rôle de l'enfant épieur.
- La Ballade de la féconductrice a couté au total 50 000 francs, apportés par le jeune réalisateur et par Les Films du Marais, la société de production du long-métrage.
- Le film est présenté au Marché du film de Cannes pendant le Festival de Cannes 1979 mais est très mal accueilli et sifflé ; Boutonnat est conspué. Pour sa sortie en salle, La Ballade de la féconductrice passe devant la commission de contrôle qui lui attribue un visa d'exploitation. La commission voulait complètement l'interdire en raison de quelques scènes, puis le classer X. Le film a finalement été interdit aux moins de 18 ans (Boutonnat était donc légalement trop jeune pour voir son propre film) et n'est sorti que dans une seule salle.